# Massacre de Balangiga
Le massacre de Balangiga est commis en 1901, dans la ville de Balangiga aux Philippines, durant la guerre américano-philippine. Il fait initialement référence à l'assassinat d'environ 48 membres du 9e régiment d'infanterie américain par les habitants de la ville de Balangiga, sur l'île de Samar, lors d'une attaque, le 28 septembre de la même année, qui aurait été suivie par des guérillas. Cet évènement est décrit comme la pire défaite de l'armée américaine, depuis la bataille de Little Bighorn, en 1876,,.
L'attaque et les représailles qui ont suivi demeurent l'une des questions les plus anciennes et les plus controversées entre les Philippines et les États-Unis. Les rapports contradictoires des historiens américains et philippins ont confondu la question : selon certains historiens philippins, comme Teodoro Agoncillo (en), le véritable massacre de Balangiga a été la riposte ultérieure contre la population de l'île et les guérillas qui en ont résulté lorsque les soldats américains ont brûlé des villes entières pendant leur marche à travers l'île de Samar (en).

## Prélude
Au cours de l'été 1901, le général de brigade Robert Patterson Hughes (en), qui commande le département des Visayas et est responsable de l'île de Samar, lance une politique agressive de privation de nourriture et de destruction de biens sur l'île. L'objectif est de forcer la fin de la résistance des Philippins. Une partie de sa stratégie consiste à fermer trois ports clés de la côte sud, Basey, Balangiga et Guiuan. Samar est un centre important pour la production du chanvre de Manille, dont le commerce finance les forces philippines sur l'île. Dans un même temps, les intérêts des États-Unis sont d'obtenir le contrôle du commerce du chanvre, qui est un matériau vital tant pour la marine des États-Unis que pour les agro-industries américaines comme le coton.
Le 11 août 1901, la compagnie C du 9e régiment d'infanterie américain débarque à Balangiga, troisième plus grande ville de la côte sud de l'île de Samar, pour fermer son port et empêcher l'approvisionnement des forces philippines de l'intérieur qui étaient alors sous le commandement du général Vicente Lukbán (en). Lukbán y avait été envoyé en décembre 1898 pour gouverner l'île,  au nom de la Première République philippine d'Emilio Aguinaldo. Fin mai 1901, avant le cantonnement des Américains à Balangiga, le maire Pedro Abayan avait écrit à Lukban pour « avoir observé une politique trompeuse avec [les Américains] faisant ce qu'ils veulent, et quand une occasion favorable se présentera, le peuple s'opposera à eux ».

## Bilan
Des recherches exhaustives menées dans les années 1990 par l'écrivain britannique Bob Couttie, qui a étudié le massacre pendant une dizaine d'années (voir l'ouvrage de 2004 dans la section Bibliographie ci-après), ont provisoirement estimé le chiffre à environ 2 500 Philippins tués lors des représailles ; David Fritz a utilisé des techniques de vieillissement de la population et a suggéré un chiffre d'un peu plus de 2 000 pertes d'hommes en âge de combattre, mais rien pour soutenir le meurtre généralisé de femmes et d'enfants.

### Source de la traduction
- (en) Cet article est partiellement ou en totalité issu de l’article de Wikipédia en anglais intitulé « Balangiga massacre » (voir la liste des auteurs).